# Hendrik Willem Mesdag

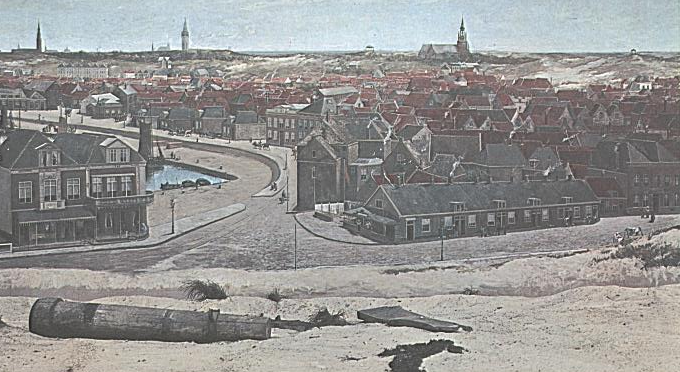
Panorama Mesdag, 1881

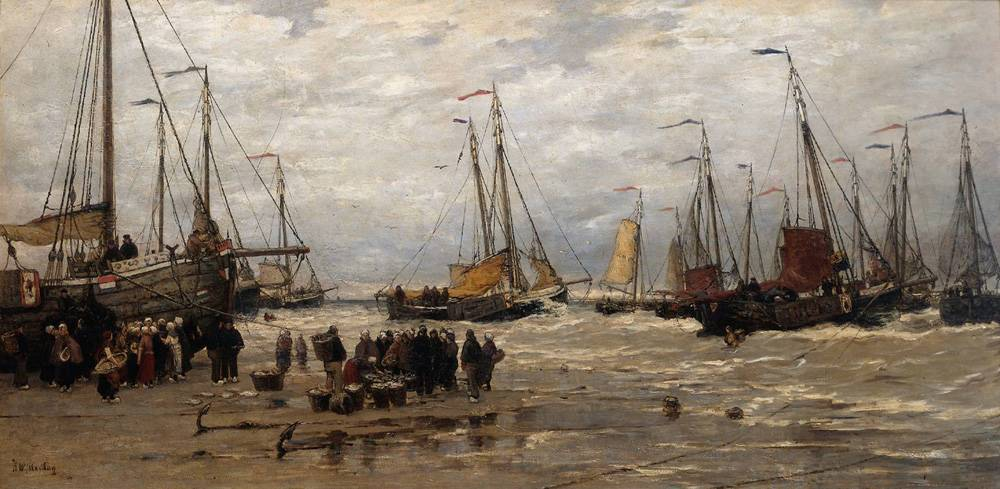
Pinks in the breakers, c. 1880

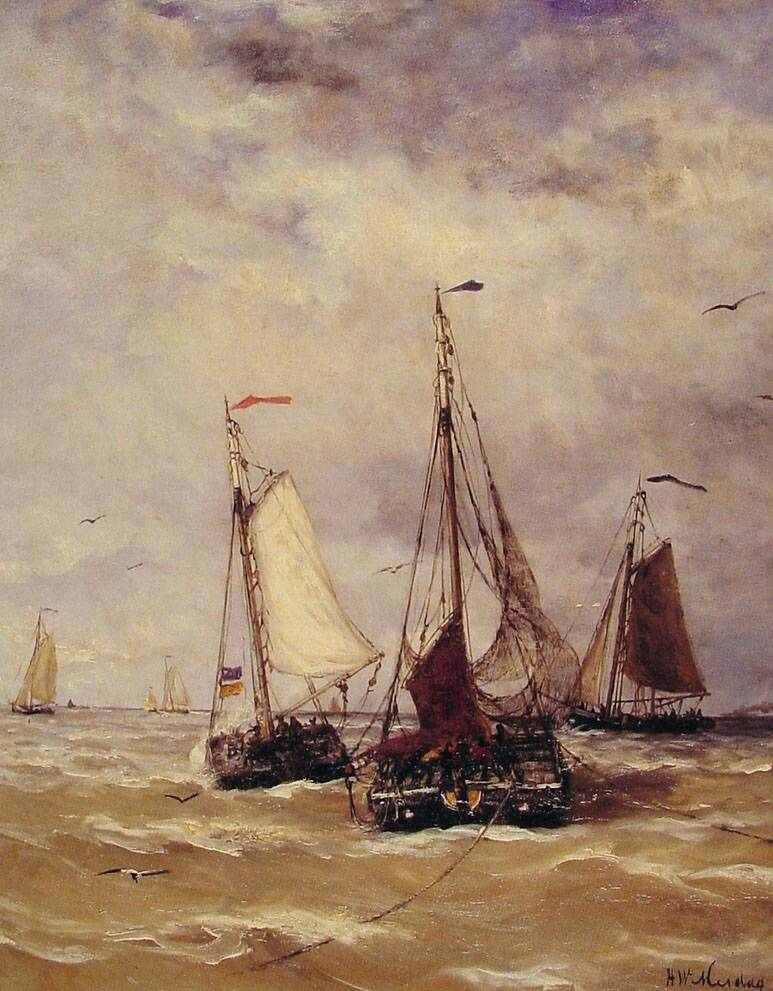
Preparativi per la partenza

Hendrik Willem Mesdag (Groninga, 23 febbraio 1831 – L'Aia, 10 luglio 1915) è stato un pittore olandese.

## Biografia
Nato a Groninga, figlio del banchiere Klaas Mesdag e di Johanna Wihelmina van Giffen, Hendrik Willem fu incoraggiato da suo padre, pittore amatoriale, allo studio dell'arte. Sposò la pittrice Sina van Houten nel 1856 e la morte del padre di lei gli consentì di ereditare una cospicua fortuna che gli permise di abbandonare la carriera finanziaria e dedicarsi totalmente alla pittura.
Studiò a Bruxelles con il pittore Willem Roelofs e nel 1868 si spostò a L'Aia, nei Paesi Bassi, per dipingere paesaggi marini, in particolare spiagge con pescatori e vedute con mare in burrasca, un tema preferito da molti pittori fiamminghi e olandesi del passato e da lui rivissuto con particolare emotività. Dal 1870 al 1877 espose al Salon di Parigi e vinse la medaglia d'oro per I domatori del mare del Nord. Ebbe un buon successo con il dipinto Effetti di sera a Scheveningen, del 1872. Espose anche nel 1878 e, saltuariamente, dal 1881 al 1889. Coltivò legami amichevoli con i fratelli pittori Matthijs Maris e Jacob Maris e con Lawrence Alma-Tadema.
Nel 1880 ricevette una commessa da parte di una azienda belga, per dipingere un panorama che offrisse una vista sul villaggio di Scheveningen, sulla costa del mare del nord vicino a L'Aia. Con l'aiuto della moglie Sina e di un gruppo di studenti, nel 1881 completò un enorme dipinto, denominato Panorama Mesdag - 14 metri di altezza e 120 metri di circonferenza - che è la sua opera più famosa.
La moda dei dipinti di panorami si stava esaurendo e, quando la società proprietaria del Panorama Mesdag fallì, Mesdag acquistò il dipinto ad un'asta, coprendo successivamente di tasca propria le perdite accumulate dalla società.
Ideò una associazione di belle arti, denominata Pulchri Studio, con sede a L'Aia, e nel 1889 ne fu eletto presidente. Nel 1903 donò la sua casa, situata a L'Aia in Laan van Meerdervoort, con tutti gli arredi, compresi suoi quadri, alla nazione dei Paesi Bassi. Nella sua collezione c'erano dipinti di artisti francesi della scuola di Barbizon e opere di Giovanni Segantini e di Antonio Mancini. In questa casa oggi ha sede il Museo Mesdag, una Fondazione da lui ideata e che ospita anche sue pitture ed acquarelli, tra cui Porto di Flessingue e Mare in tempesta, e opere di sua moglie Sina.